# Чехломей
Чехломе́й — деревня в России, находится в Нижневартовском районе, Ханты-Мансийского автономного округа — Югры. Расположено на правом берегу реки Большой Пасал. Входит в состав Сельского поселения Ларьяк.
Население на середину 2013 около 80 человек.
Почтовый индекс — 628650, код ОКАТО — 71119920005.

## Климат
Климат резко континентальный, зима суровая, с сильными ветрами и метелями, продолжающаяся семь месяцев. Лето относительно тёплое, но быстротечное.